# Amt Löcknitz-Penkun
Amt Löcknitz-Penkun – związek gmin w Niemczech, leżący w kraju związkowym Meklemburgia-Pomorze Przednie, w powiecie Vorpommern-Greifswald. Siedziba związku znajduje się w miejscowości Löcknitz. Najbardziej na wschód położony związek gmin kraju związkowego.
W skład związku wchodzi 13 gmin, w tym jedna gmina miejska (Stadt) oraz dwanaście gmin wiejskich (Gemeinde):
1. Bergholz
2. Blankensee
3. Boock
4. Glasow
5. Grambow
6. Krackow
7. Löcknitz
8. Nadrensee
9. Penkun, miasto
10. Plöwen
11. Ramin
12. Rossow
13. Rothenklempenow